# Nîjni Haii, Drohobîci
Nîjni Haii (în ucraineană Нижні Гаї) este localitatea de reședință a comunei Nîjni Haii din raionul Drohobîci, regiunea Liov, Ucraina.

## Demografie
Componența lingvistică a localității Nîjni Haii
     Ucraineană (99,92%)
     Alte limbi (0,08%)
Conform recensământului din 2001, majoritatea populației localității Nîjni Haii era vorbitoare de ucraineană (99,92%), existând în minoritate și vorbitori de alte limbi.